# San José de Flores
San José de Flores è una stazione della linea A della metropolitana di Buenos Aires.
Si trova sotto all'avenida Rivadavia, in corrispondenza dell'incrocio con calle General José G. Artigas e calle Pedernera, nel barrio Flores.

## Storia
La stazione è stata inaugurata il 27 settembre 2013, quando la linea venne prolungata fino alla stazione di San Pedrito.

## Servizi
La stazione dispone di:
- Biglietteria a sportello
- Biglietteria automatica